# 2005-ös Roland Garros
A 2005-ös Roland Garros az év második Grand Slam-tornája, a Roland Garros 104. kiadása volt. Párizsban, a Stade Roland Garroson rendezték meg, május 23. és június 5. között. A férfiaknál a spanyol Rafael Nadal, a nőknél a belga Justine Henin nyert.

## Döntők

### Férfi egyes
Rafael Nadal -  Mariano Puerta 6-7(6), 6-3, 6-1, 7-5

### Női egyes
Justine Henin -  Mary Pierce 6-1, 6-1

### Férfi páros
Jonas Björkman /  Makszim Mirni -  Bob Bryan /  Mike Bryan 2-6, 6-1, 6-4

### Női páros
Virginia Ruano Pascual /  Paola Suárez -  Cara Black /  Liezel Huber 4-6, 6-3, 6-3

### Vegyes páros
Daniela Hantuchová /  Fabrice Santoro -  Martina Navratilova /  Lijendar Pedzs, 3-6, 6-3, 6-2

## Juniorok

### Fiú egyéni
Marin Čilić– Antal Van Der Duim, 6–3, 6–1

### Lány egyéni
Szávay Ágnes– Raluca-Ioana Olaru, 6–2, 6–1

### Fiú páros
Emiliano Massa /  Leonardo Mayer– Szerhij Bubka /  Jérémy Chardy, 2–6, 6–3, 6–4

### Lány páros
Viktorija Azaranka /  Szávay Ágnes– Raluca-Ioana Olaru /  Amina Rakhim, 4–6, 6–4, 6–0